# Duoji Qiuyun
Duoji Qiuyun (chinesisch 多吉 秋雲, Pinyin Duōjí Qiūyún; * 15. Dezember 1962) ist ein chinesischer Bogenschütze tibetischer Nationalität.
Duoji nahm an den Olympischen Spielen 1988 in Seoul teil. Er belegte Platz 46 in der Einzelwertung und wurde mit der Mannschaft 19.
2008 gehörte Duoji zu den Fackelträgern der Olympischen Spiele in Peking.